# Delio Rodríguez
Delio Rodríguez Barros (né le 19 avril 1916 à Ponteareas et mort le 14 janvier 1994 à Vigo) est un coureur cycliste espagnol. Professionnel de 1936 à 1948, il détient le record de victoires d'étapes sur le Tour d'Espagne avec 39 succès, obtenus sur 5 éditions consécutives entre 1941 et 1947. Il est également le vainqueur final de la Vuelta 1945. Ses frères cadets Emilio et Manuel ont pris les deux premières places du Tour d'Espagne 1950. Son troisième frère Pastor a également été coureur professionnel.

## Palmarès

### Palmarès année par année
- 1934
  -  Champion de Galice
  - 3e de la Vuelta a la Valle de Leniz
- 1935
  -  Champion de Galice
- 1939
  - 3e de la Clásica a los Puertos de Guadarrama
  - 3e de Madrid-Lisbonne
  - 6e du Tour de Catalogne
- 1940
  - Vuelta a Alava :
    - Classement général
    - 1re, 2e et 3e étapes

  - GP Vizcaya
  - Madrid-Salamanque-Madrid :
    - Classement général
    - 2 étapes

  - 1re et 2e étapes du Circuit du Nord
  - 1re étape du Tour de Cantabrie
  - 2e étape du Trofeo Masferrer
  - Aviles GP Agustin
  - GP del Corpus
  - 2e du Circuit du Nord
  - 2e du GP Astur
  - 2e de Madrid-Valence
  - 3e du Tour de Cantabrie
  - 3e de la Clásica a los Puertos de Guadarrama
  - 9e du Tour de Catalogne
- 1941
  -  Champion d'Espagne des régions
  - Vuelta a Alava :
    - Classement général
    - 1re et 2e étapes

  - GP Vizcaya
  - Madrid-Valence
  - Subida al Naranco
  - 1re, 3e, 6e et 7e étapes du Circuit du Nord
  - 2e et 4e étapes du Tour de Navarre
  - 3e, 5e, 6e, 10e, 11e, 12e, 15e, 16ea (contre-la-montre), 16eb, 17e, 18e et 19e étapes du Tour d'Espagne
  - 4e, 5e, 6e et 9e étapes du Tour de Catalogne
  - 3e du Trofeo Masferrer
  - 3e du Tour de Navarre
  - 4e du Tour d'Espagne
  - 10e du Tour de Catalogne
- 1942
  - Madrid-Valence
  - 1re, 3e, 5e, 6e et 8e étapes du Circuito Castilla-Leon-Asturias
  - 7e étape du Tour de Catalogne
  - 2e, 4e, 5e, 6e, 7e, 9e, 12e et 14e étapes du Tour d'Espagne
  - 3e du Circuito Castilla-Leon-Asturias
  - 6e du Tour de Catalogne
  - 7e du Tour d'Espagne
- 1943
  - Madrid-Valence
  - GP Victoria Manresa :
    - Classement général
    - 1 étape

  - Subida al Naranco
  - GP Catalunya
  - 2e et 4e étapes du Circuito Castilla-Leon-Asturias
  - 6e étape du Tour du Levant
  - 3e, 6e et 9e étapes du Tour de Catalogne
  - 3e étape du GP Ayutamiento de Bilbao
  - 3e du Circuito Castilla-Leon-Asturias
  - 3e du Trofeo Masferrer
  - 8e du Tour de Catalogne
- 1944
  - Champion de Castille
  - 1re, 2e, 3e, 4e et 6e étapes du Tour du Levant
  - 1re et 2e étapes du Tour de Cantabrie
  - 1re et 3e étapes du Tour de Catalogne
  - GP Vizcaya
  - Fiestas de Vitoria
  - GP Liberacion
  - 3e du Tour du Levant
  - 3e du GP Futbol de Sobremesa
- 1945
  - Tour d'Espagne
    -  Classement général
    -  Classement par points
    - 2e, 8e, 9e, 14e, 16e et 18e étapes

  - Tour de Galice :
    - Classement général
    - 2eb et 5eb étapes

  - 6e étape du Circuit du Nord
  - GP Liberacion
  - 3e du championnat d'Espagne sur route
  - 3e du GP Vizcaya
  - 3e du Tour de Madrid
- 1946
  - 4e, 5e, 6e et 7e étapes du Tour de Castille-et-León
  - 13e, 14e, 15e, 17e et 19e étapes du Tour d'Espagne
  - Séville-Jerez-Séville
- 1947
  - Tour d'Espagne :
    -  Classement par points
    - 1re, 5e, 8e, 10e, 14e, 15e, 18e et 23e étapes

  - 1re étape du Circuito Castilla-Leon-Asturias
  - 2e et 10e étapes du Tour des Asturies
  - 3e étape du Tour de Burgos
  - 6e et 7e étapes du Tour de Galice
  - 2e de la Clásica a los Puertos de Guadarrama
  - 3e du Tour d'Espagne
  - 3e du Tour de Galice
- 1948
  - 1re, 3e et 6e étapes du Tour du Levant
  - 3e et 12e étapes du Tour du Portugal

### Résultats sur les grands tours

#### Tour d'Espagne
- 1936 : 24e
- 1941 : 4e, vainqueur des 3e, 5e, 6e, 10e, 11e, 12e, 15e, 16ea (contre-la-montre), 16eb, 17e, 18e et 19e étapes,  maillot blanc pendant 2 jours
- 1942 : 7e, vainqueur des 2e, 4e, 5e, 6e, 7e, 9e, 12e et 14e étapes
- 1945 :  Vainqueur du classement général,  vainqueur du classement par points et des 2e, 8e, 9e, 14e, 16e et 18e étapes,  maillot rouge pendant 17 jours
- 1946 : 5e, vainqueur des 13e, 14e, 15e, 17e et 19e étapes,  maillot blanc pendant 1 jour
- 1947 : 3e, vainqueur des 1re, 5e, 8e, 10e, 14e, 15e, 18e et 23e étapes,  maillot blanc pendant 11 jours